# Coupe de la Première ligue de soccer du Québec 2019
Navigation
Coupe PLSQ 2018 Coupe PLSQ 2022
La Coupe PLSQ 2019 est la 7e édition de la Coupe PLSQ.
Organisé par Soccer Québec, elle regroupe les neuf équipes qui participe à la Première ligue de Soccer du Québec.
La coupe est jouée immédiatement après la conclusion de la saison 2019
La coupe est remportée par le CS Fabrose contre le CS Mont-Royal Outremont lors de la finale jouée le 12 octobre 2019, au Stade Desjardins.

## Calendrier
| Tour             | Nom          | Date               | Participants |
| ---------------- | ------------ | ------------------ | ------------ |
| Phase de groupes |              |                    |              |
| 1                | Journée 1    | 14 septembre       | 9            |
| 2                | Journée 2    | 21 et 22 septembre | 9            |
| 3                | Journée 3    | 28 septembre       | 9            |
| Phase finale     |              |                    |              |
| 4                | Demi-finales | 6 octobre          | 4            |
| 5                | Finale       | 12 octobre         | 2            |

## Phase de groupes
Les neuf équipes sont répartis en trois groupes de trois équipes. Chaque équipe affronte les autres équipes de son groupe une seule fois, soit à la maison ou à l'extérieur. Les premiers de chaque groupe et le meilleur deuxième se rendent ensuite aux demi-finales qui sont à élimination directe.

### Matchs et classement
Les jours de matchs sont fixés pour le 14 septembre, le 21 et le 22 septembre et le 28 septembre.
Les classements sont départagés avec les critères suivants:
1. Le plus grand nombre de points
2. la différence de buts
3. le plus grand nombre de nuts marqués
4. le classement 2019 de la PLSQ

Légende des classements
- Qualifié pour les demi-finales
- Repêché en demi-finales, en tant que meilleur deuxième

Légende des résultats
- Victoire à domicile
- Match nul
- Victoire à l'extérieur

#### Groupe A
| Rang | Équipe                  | Pts | J | G | N | P | Bp | Bc | Diff |
| ---- | ----------------------- | --- | - | - | - | - | -- | -- | ---- |
| 1    | CS Mont-Royal Outremont | 4   | 2 | 1 | 0 | 0 | 2  | 0  | +2   |
| 2    | CS Monteuil             | 3   | 2 | 1 | 0 | 1 | 3  | 2  | +1   |
| 3    | FC Lanaudière           | 1   | 2 | 0 | 1 | 1 | 0  | 3  | -3   |

| Résultats (▼dom., ►ext.) | CSM | CSMRO | FCL |
| CS Monteuil              |     | 0-2   |     |
| CS Mont-Royal Outremont  |     |       | 0-0 |
| FC Lanaudière            | 0-3 |       |     |

#### Groupe B
| Rang | Équipe           | Pts | J | G | N | P | Bp | Bc | Diff |
| ---- | ---------------- | --- | - | - | - | - | -- | -- | ---- |
| 1    | AS Blainville    | 4   | 2 | 1 | 1 | 0 | 3  | 2  | +1   |
| 2    | Dynamo de Québec | 3   | 2 | 1 | 0 | 1 | 4  | 2  | +2   |
| 3    | FC Gatineau      | 1   | 2 | 0 | 1 | 1 | 1  | 4  | -3   |

| Résultats (▼dom., ►ext.) | ASB | DQC | FCG |
| AS Blainville            |     | 2-1 |     |
| Dynamo de Québec         |     |     | 3-0 |
| FC Gatineau              | 1-1 |     |     |

#### Groupe C
| Rang | Équipe          | Pts | J | G | N | P | Bp | Bc | Diff |
| ---- | --------------- | --- | - | - | - | - | -- | -- | ---- |
| 1    | CS Fabrose      | 4   | 2 | 1 | 1 | 0 | 4  | 1  | +3   |
| 2    | CS Saint-Hubert | 4   | 2 | 1 | 1 | 0 | 4  | 2  | +2   |
| 3    | CS Longueuil    | 0   | 2 | 0 | 0 | 2 | 1  | 6  | -5   |

| Résultats (▼dom., ►ext.) | CSF | CSL | CSSH |
| CS Fabrose               |     |     | 1-1  |
| CS Longueuil             | 0-3 |     |      |
| CS Saint-Hubert          |     | 3-1 |      |

### Meilleurs deuxièmes
Pour s'assurer d'avoir une quatrième équipe dans les demi-finales, le meilleur deuxième de la phase des groupes passe au tour suivant.
| Rang | Équipe           | Pts | J | G | N | P | Bp | Bc | Diff |
| ---- | ---------------- | --- | - | - | - | - | -- | -- | ---- |
| 1    | CS Saint-Hubert  | 4   | 2 | 1 | 1 | 0 | 4  | 2  | +2   |
| 2    | Dynamo de Québec | 3   | 2 | 1 | 0 | 1 | 4  | 2  | +2   |
| 3    | CS Monteuil      | 3   | 2 | 1 | 0 | 1 | 3  | 2  | +1   |

## Phase finale
Les quatre équipes qualifiées pour la phase finale s'affrontent dans un match à élimination directe. Si le score est encore égal après 90 minutes, le match se poursuit avec une prolongation. Si l'égalité persiste, le match se décide par une séance de tirs au but.

### Demi-finales
Les rencontres ont lieu le dimanche 6 octobre 2019.
| Dimanche 6 octobre | AS Blainville     | 1 - 1                 | CS Fabrose          | Parc Blainville, Blainville, Laurentides |                            |
| 16h                | Bertrand 45e      | (1 - 0, 1 - 1, 1 - 1) | Le Nours 61e (pen.) | Arbitrage : Serge Topolian               | Arbitrage : Serge Topolian |
| 16h                | Rapport           |                       |                     | Arbitrage : Serge Topolian               | Arbitrage : Serge Topolian |
| 16h                | Tirs au but 3 - 4 |                       |                     | Arbitrage : Serge Topolian               | Arbitrage : Serge Topolian |

| Dimanche 6 octobre | CS Mont-Royal Outremont                                          | 6 - 2   | CS Saint-Hubert             | TMR REC 3, Mont-Royal, Montréal |                                |
| 18h30              | Laguel 12e · Dukuray 41e 52e 73e · Saint-Simon 55e · Sissoko 68e | (2 - 1) | Djaozandry 30e · Martel 71e | Arbitrage : Christopher Grabas  | Arbitrage : Christopher Grabas |
| 18h30              | Rapport                                                          |         |                             | Arbitrage : Christopher Grabas  | Arbitrage : Christopher Grabas |

### Finale
La finale a lieu le samedi 12 octobre à 14 heures au Stade Desjardins à Laval
| Samedi 12 octobre 2019 | CS Mont-Royal Outremont | 0 - 2   | CS Fabrose                  | Stade Desjardins, Bois-de-Boulogne, Laval                                                     |                                                                                               |
| 14h                    |                         | (0 - 2) | Nzanzimfura 19e · Bey 37e   | Arbitrage : Mathieu Souaré Arbitres assistants : Marie-Han Gagnon-Chrétien & Stéphanie Fortin | Arbitrage : Mathieu Souaré Arbitres assistants : Marie-Han Gagnon-Chrétien & Stéphanie Fortin |
| 14h                    | Qsiyer 43e              | Rapport | Nzanzimfura 64e · Yesli 81e | Arbitrage : Mathieu Souaré Arbitres assistants : Marie-Han Gagnon-Chrétien & Stéphanie Fortin | Arbitrage : Mathieu Souaré Arbitres assistants : Marie-Han Gagnon-Chrétien & Stéphanie Fortin |